# Sines
Sines je město v Portugalsku, ležící na pobřeží Atlantského oceánu 150 km jižně od Lisabonu. Patří do distriktu Setúbal v regionu Alentejo. Žije zde přibližně 14 tisíc obyvatel. Obec Sines má rozlohu 203 km² a tvoří ji farnosti Sines a Porto Covo.
O pravěkém osídlení svědčí vykopávky v lokalitě Palmeirinha. Vystřídali se zde Féničané, Římané, Vizigóti a Maurové, od 13. století Sines patří Portugalsku. Byl málo významnou rybářskou vesnicí až do sedmdesátých let 20. století, kdy nastal rozvoj průmyslu. Sines je největším obchodním přístavem v Portugalsku, nachází se zde rafinerie ropy, tepelná elektrárna a technologický park Sines Tecnopolo.
Sines je známý také díky turistice, pláže v Porto Covo mají modrou vlajku. Pobřeží patří k přírodnímu parku Sudoeste Alentejano e Costa Vicentina. Architektonickými památkami jsou hrad z roku 1424, kostel Matriz de São Salvador a větrný mlýn na Monte Chãos. Město má také archeologické muzeum a kulturní centrum, na mysu Cabo de Sines byl vybudován maják. Nedaleko se nachází ostrov Pessegueiro s pevností. Každoročně se koná přehlídka etnické hudby Festival Músicas do Mundo.
Narodil se zde Vasco da Gama.